# Enlace covalente

Los primeros conceptos de la unión covalente surgieron de este tipo de imagen de la molécula de carbono e hidrógeno. El enlace covalente está implícito en la estructura de Lewis indicando electrones
partiendo entre los átomos.

En química, un enlace covalente es una ligazón que se produce entre dos átomos no metálicos cuando se unen y comparten uno o más electrones del último nivel (electrones de valencia) (excepto el hidrógeno, que alcanza la estabilidad cuando tiene 2 electrones) para alcanzar así la regla del octeto. La diferencia de electronegatividad entre los átomos no es lo suficientemente grande como para que se produzca una unión de tipo iónica. Para que un enlace covalente se genere es necesario que la diferencia de electronegatividad entre átomos sea menor a 1,7.
De esta forma, los dos átomos comparten uno o más pares electrónicos en un nuevo tipo de orbital, denominado orbital molecular. Los enlaces covalentes se producen entre átomos de un mismo elemento no metal, entre distintos no metales y entre un no metal y el hidrógeno.
Cuando átomos distintos de no metales se unen en una forma iónica, uno de ellos resultará más electronegativo que el otro, por lo que tenderá a atraer la nube electrónica del enlace hacia su núcleo, generando un dipolo eléctrico. Esta polarización permite que las moléculas del mismo compuesto se atraigan entre sí por fuerzas electrostáticas de distinta intensidad.
Por el contrario, cuando átomos de un mismo elemento no metálico se unen covalentemente, su diferencia de electronegatividad es cero y no se crean dipolos. Las moléculas entre sí poseen prácticamente una atracción nula.
En síntesis, en un enlace iónico, se produce la transferencia de electrones de un átomo a otro y en el enlace covalente, los electrones de enlace son compartidos por ambos átomos. En el enlace covalente, los dos átomos no metálicos comparten uno o más electrones, es decir, se unen a través de sus electrones en el último orbital, el cual depende del número atómico en cuestión. Entre los dos átomos pueden compartirse uno, dos o tres pares de electrones, lo cual dará lugar a la formación de un enlace simple, doble o triple respectivamente. En la estructura de Lewis, estas ligazones pueden representarse por una pequeña línea entre los átomos.

## Historia

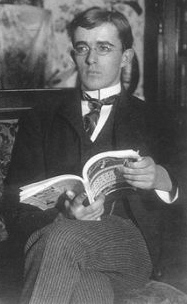
Irving Langmuir

El vocablo «covalencia» en relación con la unión fue utilizada por primera vez en 1919 por Irving Langmuir en artículo del Journal of the American Chemical Society titulado «The Arrangement of Electrons in Atoms and Molecules» (La distribución de electrones en átomos y moléculas). En este, Langmuir escribió: «designaremos con el término covalencia al número de pares de electrones que un determinado átomo comparte con sus vecinos».
La idea de la unión covalente se puede remontar varios años antes hasta Gilbert N. Lewis, quien en 1916 describió el intercambio de pares de electrones entre los átomos. Introdujo la notación de Lewis o notación de puntos de electrones o estructura de puntos de Lewis, en el que la valencia de los electrones (los de la capa exterior) se representa en forma de puntos en torno a los símbolos atómicos. Los pares de electrones localizados entre átomos representan enlaces covalentes. Múltiples parejas representan enlaces múltiples, tales como enlaces dobles y triples. Una forma alternativa de representación, que no se muestra aquí, tiene los pares de electrones de formación de enlaces representados como líneas sólidas.
Lewis propuso que un átomo forma suficientes enlaces covalentes para formar una capa electrónica exterior completa (o cerrada). En el diagrama del metano que se muestra aquí, el átomo de carbono tiene una valencia de cuatro y está, por lo tanto, rodeado por ocho electrones (la regla del octeto), cuatro del carbono mismo y cuatro de los hidrógenos unidos a él. Cada hidrógeno tiene una valencia de uno y está rodeado por dos electrones (una regla del dueto), su propio electrón más uno del carbono. El número de electrones corresponden a capas completas en la teoría cuántica del átomo; la capa exterior de un átomo de carbono es la capa n = 2, con capacidad para ocho electrones, mientras que la capa exterior (y única) de un átomo de hidrógeno es la capa n = 1, con capacidad para dos o más elementos.
Si bien la idea de los pares de electrones compartidos proporciona una imagen cualitativa efectiva de la unión covalente, es necesaria la mecánica cuántica para entender la naturaleza de estas uniones y predecir las estructuras y propiedades de las moléculas simples. Walter Heitler y Fritz London dieron la primera explicación con éxito de un enlace químico aplicando la mecánica cuántica, en concreto del hidrógeno molecular, en 1927. Su trabajo se basó en el modelo de enlace de valencia, que asume que un enlace químico se forma cuando hay una buena coincidencia entre los orbitales atómicos de los átomos participantes.
Se sabe que estos orbitales atómicos tienen relaciones angulares específicas entre ellos, y por lo tanto el modelo de enlace de valencia pueden predecir con éxito los ángulos de enlace observados en moléculas simples.
Sin embargo la teoría del enlace covalente o también conocido como la idea de la compartición de electrones, la cual está basada en el átomo cúbico, se enfrentó a varias dificultades conceptuales, ya que esta teoría tuvo como competencia al modelo del enlace iónico. A pesar de esta rivalidad de estas dos Teorías, la teoría del enlace covalente fue aceptada hasta 1920.
M.Niaz y M.A.Rodríguez mencionan en su texto Historia y filosofía de las ciencias: necesidad de su incorporación en los textos universitarios de ciencias que Lewis reconoce que la estructura cúbica no puede representar el enlace triple y sugiere reemplazarlo por el átomo tetraédrico. Lewis asumió por muchos años que, si los electrones están pareados en el átomo magnéticamente, es fácil entender cómo dos electrones no pareados en átomos diferentes pueden acoplarse magnéticamente y formar la ligazón no polar.

## Tipos de sustancias covalentes
Existen dos tipos de sustancias covalentes:

El benceno es un ejemplo de una sustancia covalente molecular.

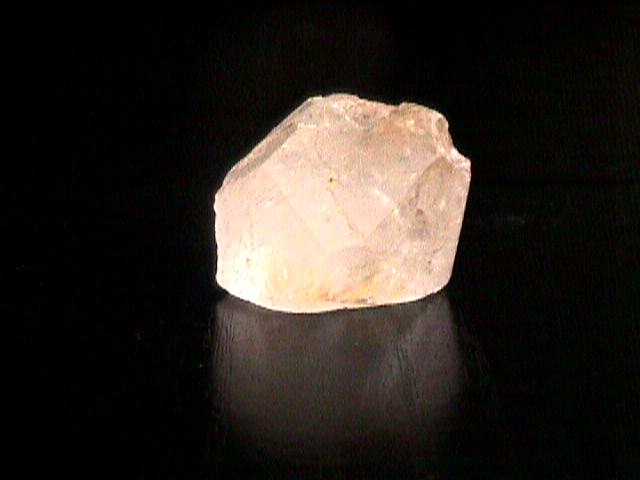
Cristal de cuarzo está dentro de la clasificación de las sustancias covalentes reticulares.

Sustancias covalentes moleculares: los enlaces covalentes forman moléculas que tienen las siguientes propiedades:
- Temperaturas de fusión y ebullición bajas.
- En condiciones normales de presión y temperatura (25 °C aprox.) pueden ser sólidos, líquidos o gaseosos.
- Son blandos en estado sólido.
- Son aislantes de la corriente eléctrica y el calor.
- Solubilidad: las moléculas polares son solubles en disolventes polares y las apolares son solubles en disolventes apolares (lo semejante disuelve a lo semejante).
- Ejemplos: dióxido de carbono, benceno, oxígeno, nitrógeno.

Redes o sustancias covalentes reticulares: Además, las sustancias covalentes forman redes cristalinas de un número indefinido de átomos, semejantes a los compuestos iónicos, que tienen estas propiedades:
- Elevadas temperaturas de fusión y ebullición.
- Son sólidos en condiciones normales.
- Son sustancias muy duras.
- Son aislantes (excepto el grafito).
- Son insolubles.
- Ejemplos: cuarzo, diamante.

## Definición

La representación de un Átomo de Hidrógeno, se puede observar que hay un electrón girando alrededor del núcleo del átomo

Representación gráfica de una molécula diatomica de hidrógeno; tanto los dos átomos de hidrógeno comparten un electrón cada uno para formar una ligazón.

Considérense átomos de hidrógeno, a medida que se aproximan entre sí, se van haciendo notar las fuerzas que atraen a cada electrón al núcleo del otro átomo, hasta que dichas fuerzas de atracción se llegan a compensar con la repulsión que los electrones sienten entre sí. En ese punto, la molécula presenta la configuración más estable.
Lo que ha sucedido es que los orbitales de ambos electrones se han solapado, de modo que ahora es imposible distinguir a qué átomo pertenece cada uno de los electrones.
Según los químicos S. Seese y G. William Daub, en la molécula de hidrógeno como en todas las sustancias covalentes se deben de tomar cuatro aspectos:
Primero: las propiedades de los átomos individuales sin combinar son muy distintos a las propiedades de las moléculas. Por ello cuando se escribe la fórmula química del hidrógeno se debe escribir como H2, debido a que es una molécula diatómica.
Segundo: los dos núcleos positivos atraen a los dos electrones con el fin de producir una molécula más estable que la de los átomos separados, en consecuencia se forma un enlace y con ello resulta una molécula más estable que la anterior. Debido a la atracción que ejercen los núcleos sobre los dos electrones se equilibra la repulsión que hay entre ellos y por esto es mayor la probabilidad de encontrar electrones en algún lugar situado entre los núcleos.
Tercero: la distancia entre los núcleos es tal que las orbitales 1s tienen el máximo traslape. En el caso de la molécula de hidrógeno, la distancia entre los núcleos es aproximadamente de 0.74 Å.
De otro modo, la distancia que existe entre dos átomos que se unen en forma covalente se llama longitud de enlace.
Cuarto: para «romper» los enlaces covalentes que hay en 1.0 g de hidrógeno gaseoso y para formar los átomos de hidrógeno se necesitan 52. 0 kcal.
Sin embargo, cuando los átomos son distintos, los electrones compartidos no serán atraídos por igual, de modo que estos tenderán a aproximarse hacia el átomo más electronegativo, es decir, aquel que tenga una mayor apetencia de electrones. Este fenómeno se denomina polaridad (los átomos con mayor electronegatividad obtienen una polaridad más negativa, atrayendo los electrones compartidos hacia su núcleo), y resulta en un desplazamiento de las cargas dentro de la molécula.
Se podría decir que al átomo más electronegativo no le gusta compartir sus electrones con los demás átomos, y en el caso más extremo, deseará que el electrón le sea cedido sin condiciones formándose entonces un enlace iónico. De ahí que se diga que los enlaces covalentes polares tienen, en alguna medida, carácter iónico.
Cuando la diferencia tiene un valor de 0 a 1,7 será el carácter covalente el que predomine, como es el caso del enlace C-H. No obstante, según el químico Raymond Chang, esta diferencia de electronegatividad entre los átomos debe ser de 2,0 o mayor para que el enlace sea considerado iónico (Chang, 371). 
Dependiendo de la diferencia de electronegatividad, el enlace covalente puede ser clasificado en covalente polar y covalente puro o apolar. Si la diferencia de electronegatividad está entre 0,4 y 1,7 es un enlace covalente polar, y si es inferior a 0,4 es covalente apolar.
Cuando la diferencia de electronegatividades es nula (dos átomos iguales), el enlace formado será covalente puro; para una diferencia de electronegatividades de 1,9 el carácter iónico alcanza ya el 35%, y para una diferencia de 3, será del 49,5%.
Entre el oxígeno o flúor y los elementos de los grupos 1 y 2, esta diferencia será máxima y su carácter iónico también.

## Enlace covalente polar
En un enlace covalente polar, los electrones se comparten de forma no equitativa entre los átomos y pasan más tiempo cerca de un átomo que del otro. Debido a la distribución desigual de electrones entre los átomos de diferentes elementos, aparecen cargas ligeramente positivas (δ+) y ligeramente negativas (δ–) en distintas partes de la molécula.
En una molécula de agua, la ligazón que une al oxígeno con cada hidrógeno es un enlace polar. El oxígeno es un átomo mucho más electronegativo que el hidrógeno, por lo que el oxígeno del agua tiene una carga parcialmente negativa (tiene una densidad de electrones alta), mientras que los hidrógenos llevan cargas parcialmente positivas (tienen una densidad electrónica baja).
En general, la electronegatividad relativa de los dos átomos en un enlace, es decir su tendencia a acaparar los electrones compartidos, determinará si la ligazón es polar o no polar. Siempre que un elemento sea significativamente más electronegativo que otro, el enlace entre ellos será polar; esto significa que uno de sus extremos tendrá una carga ligeramente positiva y el otro una carga ligeramente negativa.

Es decir, consiste en la formación de un enlace entre átomos de diferentes elementos, y la diferencia de la electronegatividad debe ser mayor de 0,4. En esta ligazón, los electrones son atraídos fundamentalmente por el núcleo del átomo más electronegativo, generando moléculas cuya nube electrónica presentará una zona con mayor densidad de carga negativa y otra con mayor densidad de carga positiva (dipolo).

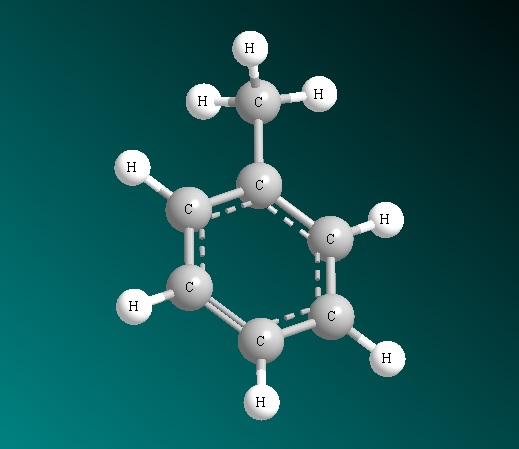
Tolueno

## Enlace covalente no polar
Los enlaces covalentes no polares se forman entre dos átomos del mismo elemento o entre átomos de diferentes elementos que comparten electrones de manera más o menos equitativa. Por ejemplo, el oxígeno molecular no es polar porque los electrones se comparten equitativamente entre los dos átomos de oxígeno.

Otro ejemplo de enlace covalente no polar puede encontrarse en el metano. El carbono tiene cuatro electrones en su capa exterior y requiere cuatro más para volverse un octeto estable. Los consigue al compartir electrones con cuatro átomos de hidrógeno, cada uno de los cuales le provee de un electrón. Del mismo modo, los átomos de hidrógeno necesitan un electrón adicional cada uno para llenar su capa más externa, los cuales reciben en forma de electrones compartidos del carbono. Aunque el carbono y el hidrógeno no tienen exactamente la misma electronegatividad, son bastante similares, así que los enlaces carbono-hidrógeno se consideran no polares.

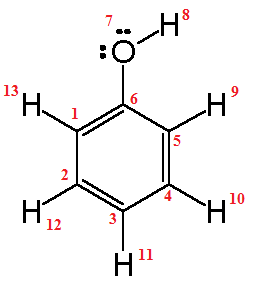
Fenol

| Sustancias no polares | Sustancias polares |
| --------------------- | ------------------ |
| Etano                 | Metanol            |
| Tolueno               | Fenol              |
| isobutano             | Acetona            |
| Pentano               | Ácido propanoico   |

## Distintos tipos de enlaces covalentes

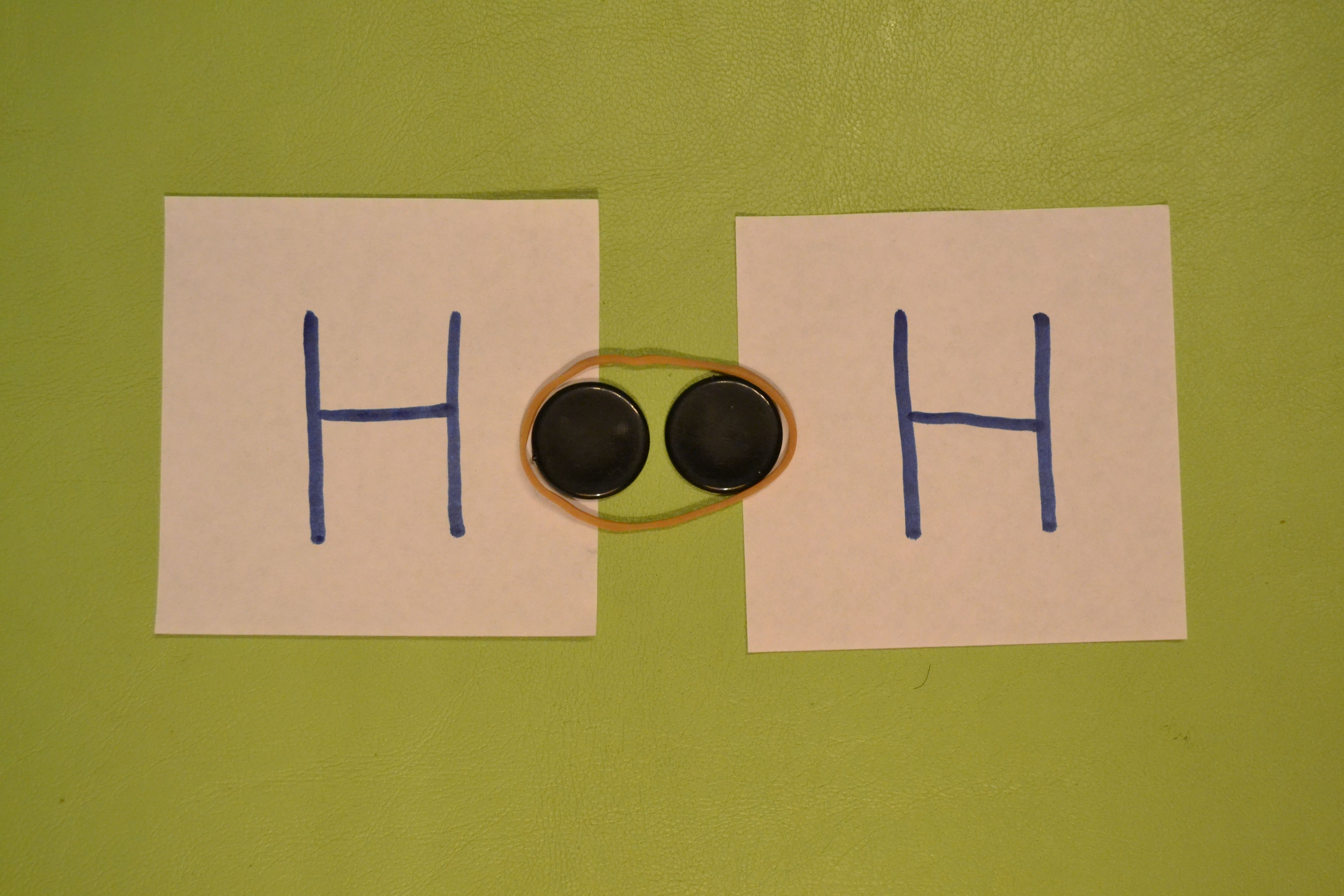
Enlace covalente simple.

- Enlace simple: Es un par electrónico compartido formado por un electrón perteneciente al último nivel de energía de cada átomo y se representa con una línea. Ejemplos: H-H, Cl-Cl
- Enlace doble: Formado por dos pares electrónicos compartidos, es decir por dos electrones pertenecientes al último nivel de energía de cada átomo y se representa con dos líneas paralelas. Ejemplo: O=O

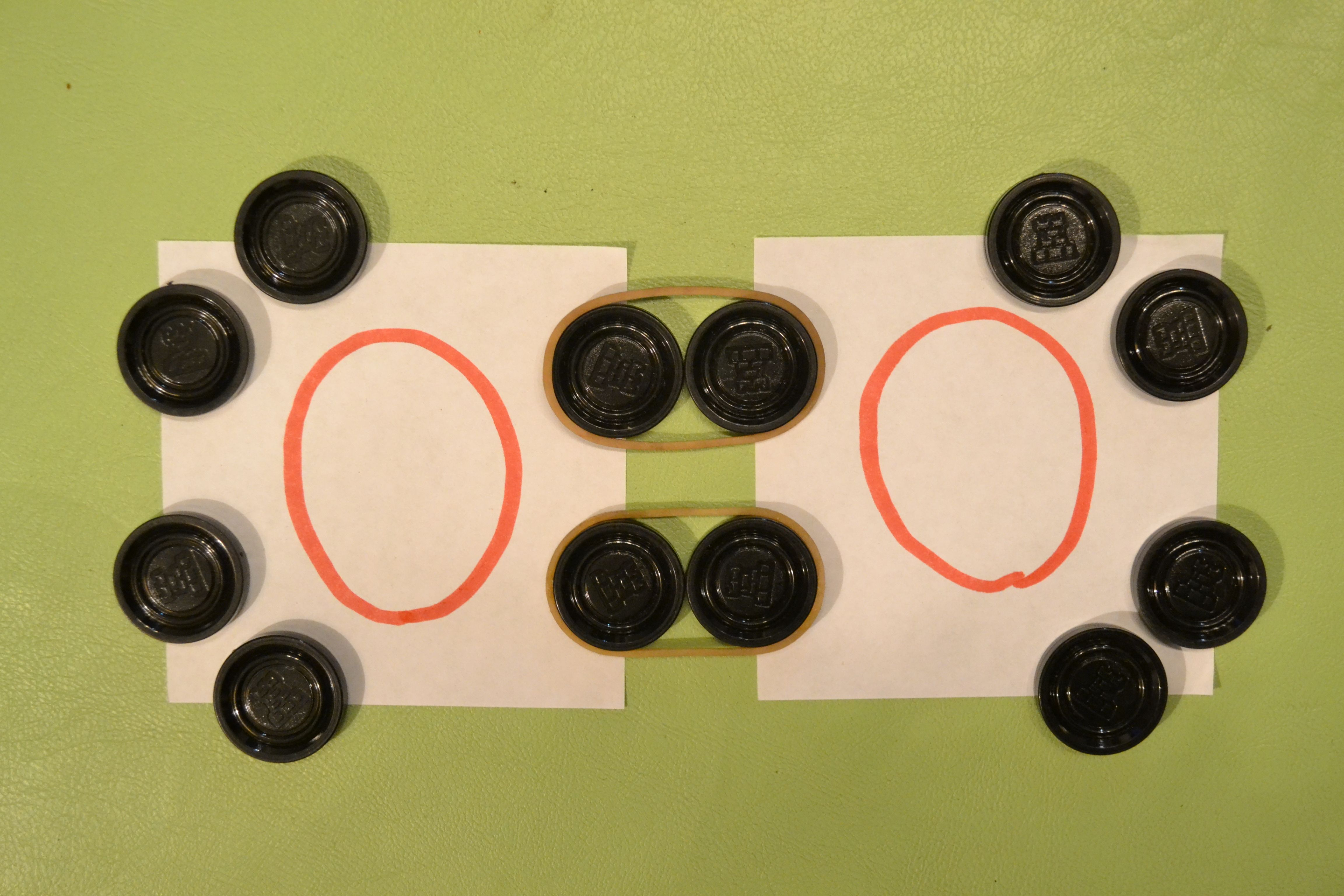
Enlace covalente doble.

- Enlace triple: Formado por tres pares electrónicos compartidos, es decir por tres electrones pertenecientes al último nivel de energía de cada átomo y se representa con tres líneas paralelas. Ejemplo: N≡N

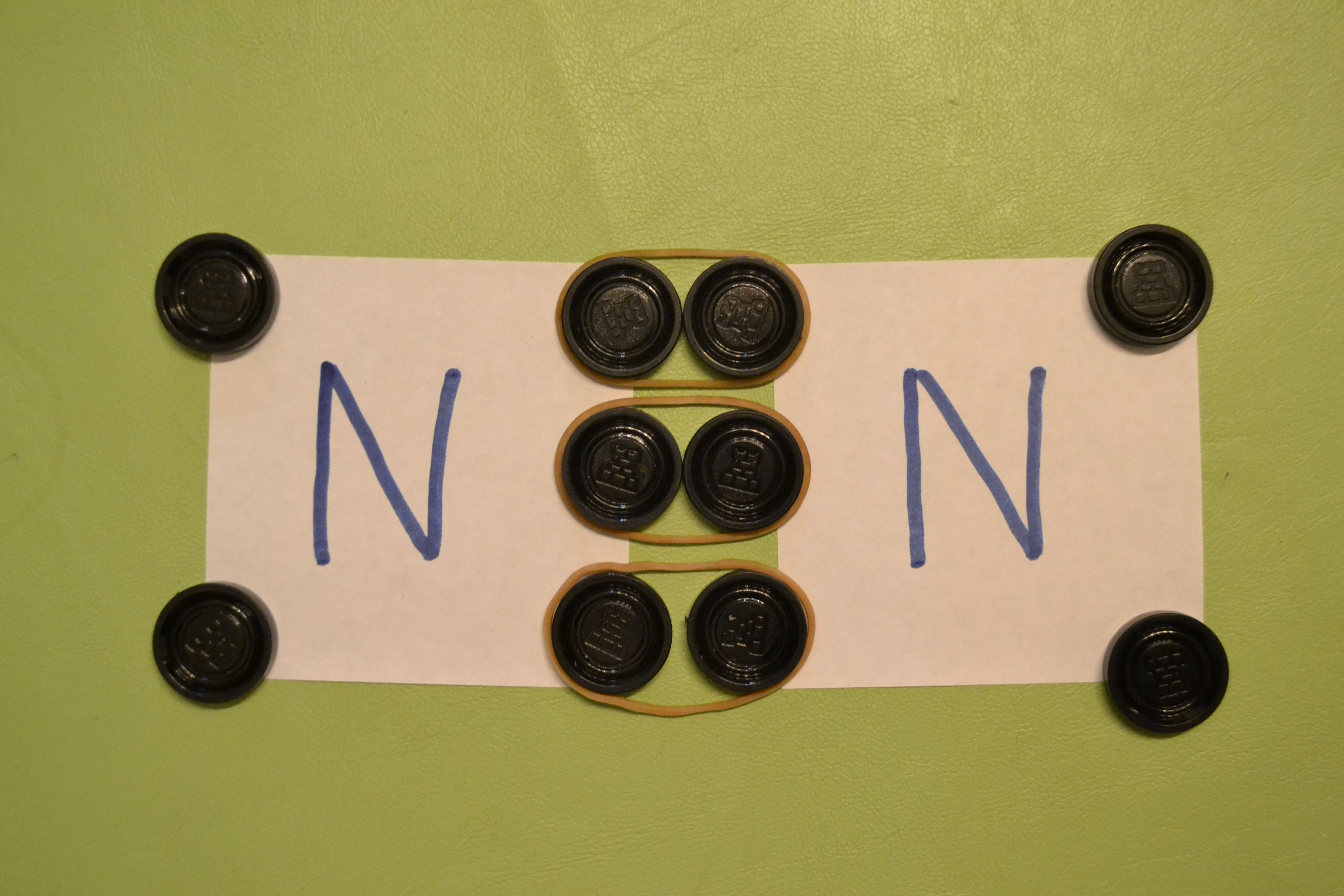
Enlace covalente triple.

- Enlace covalente dativo o de coordinación: Es un par electrónico compartido por dos átomos pero ambos electrones son aportados por el mismo átomo. Se suele representar con una flecha (→).

Un ejemplo de una especie química que posee un enlace coordinado es el ion amonio (NH41+). El ion amonio está constituido por un protón y amoniaco.
Los compuestos en los que se encuentra un enlace coordinado se conocen con el nombre de compuestos de coordinación.
Los compuestos de coordinación o también denominados complejos, normalmente están unidos a varios aniones circundantes conocidos como ligandos.